# Secamone geayi
Secamone geayi är en oleanderväxtart som beskrevs av Julien Noël Costantin och Gallaud. Secamone geayi ingår i släktet Secamone och familjen oleanderväxter. Inga underarter finns listade i Catalogue of Life.